# Alberto Dainese
Alberto Vittorio Adolfo Dainese, född 25 mars 1998 i Abano Terme, är en italiensk professionell tävlingscyklist som tävlar för Team DSM.

## Karriär
Vid Giro d’Italia 2022 vann Dainese den 11:e etappen, vilket var hans första etappvinst i en Grand Tour-tävling.

## Meriter
2019
1:a  U23-EM, Linjelopp
1:a, Entre Brenne et Montmorillonnais
Tour de Normandie
1:a  Poängtävlingen
1:a, etapp 2
1:a, etapp 3, Czech Cycling Tour
2:a, Gooikse Pijl
5:a, Arno Wallaard Memorial
6:a totalt, Paris–Arras Tour
6:a, Coppa Bernocchi
6:a, Schaal Sels
7:a totalt, Tour de Bretagne
1:a, etapp 2, 3 & 6
2020
1:a, etapp 1, Herald Sun Tour
3:a, Race Torquay
2021
2:a, Paris–Chauny
3:a, Grand Prix d'Isbergues
3:a, Giro del Veneto
2022
1:a, etapp 11, Giro d’Italia
2023
1:a, etapp 19, Vuelta a España